# Typha valentinii
Typha valentinii är en kaveldunsväxtart som beskrevs av Evgenij Vladimirovich Mavrodiev. Typha valentinii ingår i släktet kaveldun, och familjen kaveldunsväxter. Inga underarter finns listade i Catalogue of Life.